# Prêmio Mulher Árabe do Ano

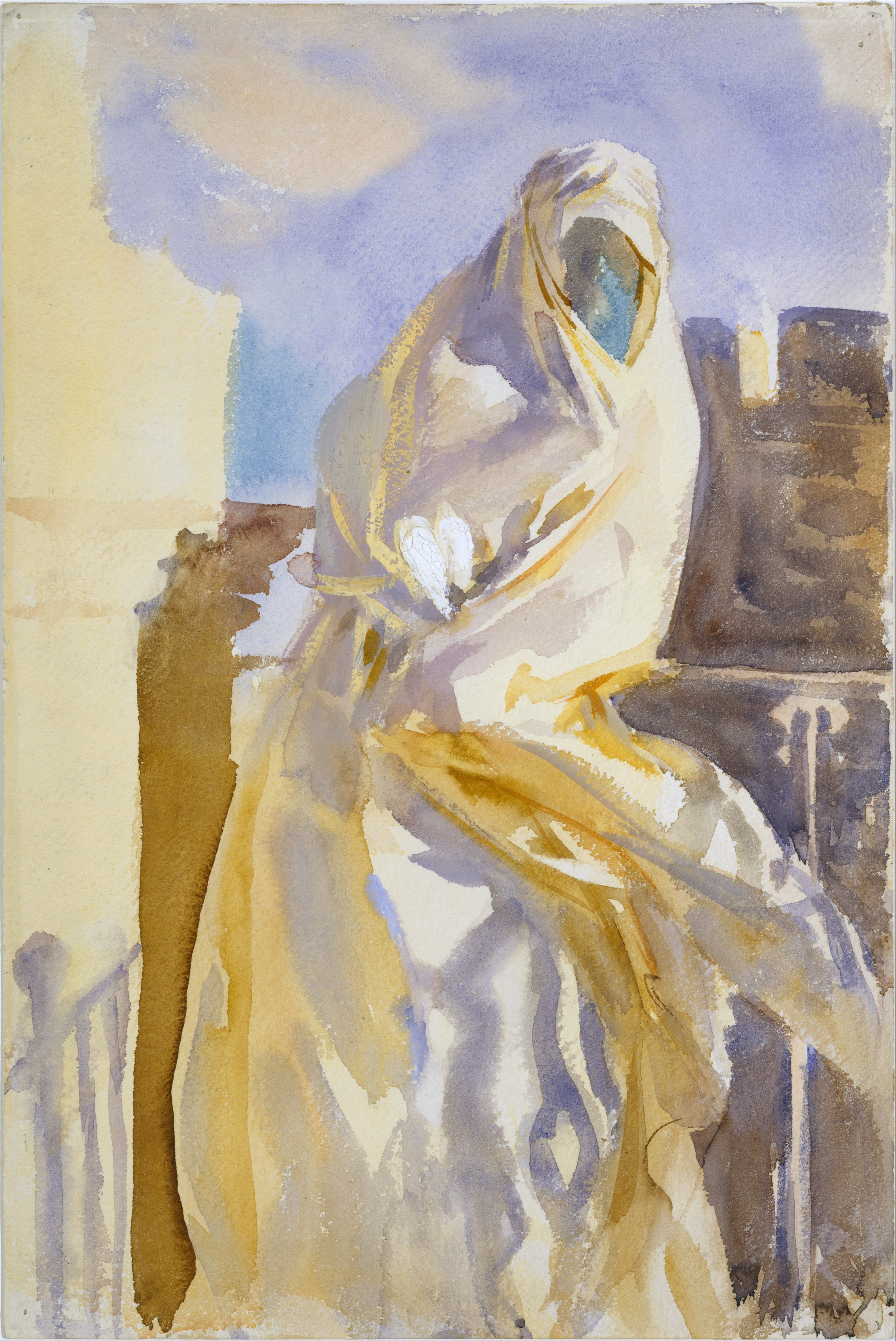
"Arab Woman" (1905-6) por John Singer Sargent

O Prêmio Mulher Árabe do Ano foi criado em 2015 e é organizado pela London Arabia Organization com o apoio do Prefeito de Londres, da Regent's University London e de parceiros corporativos.
| Ano  | Prêmio                                             | Homenageada                                            | Área de atividade | Ref    |
| ---- | -------------------------------------------------- | ------------------------------------------------------ | --- | ------ |
| 2023 | Achievement in Community Services                  | Her Royal Highness Shaikha Fatima bint Hazza Al Nayhan | |        |
| 2023 | Achievement in Education                           | Dr Shaikha May Al Otaibi                               | Fundador da Bahrain Bayan School                                                                                                 |        |
| 2023 | Achievement in Diplomacy                           | Her Excellency Dr Najla Mangoush                       | |        |
| 2023 | Achievement in Media Freedom                       | Her Excellency Dr May Chidiac                          | |        |
| 2023 | Achievement in Community Services                  | Her Excellency Khawla Al-Armouti                       | |        |
| 2023 | Achievement in Scientific Development              | Prof Manahel Thabet                                    | |        |
| 2023 | Achievement in Social Impact                       | Nour Arida                                             | |        |
| 2023 | Achievement in Innovation                          | Dr Nada AlShammari                                     | |        |
| 2023 | Community Spirit Award                             | Dima Aktaa                                             | |        |
| 2022 | Achievement in Community Service                   | Mama Maggie                                            | |        |
| 2022 | Achievement in Media                               | Caroline Faraj                                         | Vice Presidente e Editora Chefe, CNN Arabic                                                                                      |        |
| 2022 | Achievement in Financial Services                  | Sheikha Alanoud Al-Thani                               | |        |
| 2022 | Achievement in Business                            | Areej Mohsin Darwish                                   | |        |
| 2022 | Achievement in Social Leadership                   | HE Shaikha Rana AlKhalifa                              | |        |
| 2022 | Achievement in Social Awareness                    | Nada Alahdal                                           | Ativista |        |
| 2022 | Youth Achievement in Environmental Impact          | Fatema Al Zelzela                                      | Fundadora da EcoStar |        |
| 2019 | Achievement in Global Gender Equality              | HE Najat Vallaud-Belkacem                              | |        |
| 2019 | Achievement in Economic Development & Leadership   | H.E. Mariam AlAqeel                                    | |        |
| 2019 | Achievement in Television                          | Raya Abirached                                         | Apresentadora de TV |        |
| 2019 | Achievement in Family Support                      | HE Rym Abdulla Al Falasy                               | |        |
| 2019 | Achievement in Sport                               | Ons Jabeur                                             | Jogadora de tênis |        |
| 2019 | Achievement in Special Needs Education             | HH Dania Al Saud                                       | |        |
| 2019 | Achievement in Business                            | Lujaina Darwish                                        | |        |
| 2019 | Achievement in Journalism                          | Ahdeya Ahmed                                           | |        |
| 2019 | Achievement in Cultural Exchange                   | Ayoub Sisters                                          | Dueto musical |        |
| 2019 | Achievement in Social Impact                       | Rana Husseini                                          | |        |
| 2019 | Campaign for Social Change                         | Abolição do Artigo 153                                 | |        |
| 2018 | Achievement in Global Leadership in Cancer Control | Dina Mired                                             | liderança de organizações de combate ao câncer                                                                                   | [ 4 ]  |
| 2018 | Achievement in Business                            | Khalida Azbane Belkady                                 | Executiva de uma empresa de cosméticos e perfumes                                                                                | [ 1 ]  |
| 2018 | Achievement in Television                          | Lojain Omran                                           | Apresentadora de TV |        |
| 2018 | Youth Achievement Award                            | Bana Al-Abed                                           | Ativista anti-guerra e autora | [ 5 ]  |
| 2018 | Achievement in Health Awareness                    | Dr Naeema Hassan Al-Gasseer                            | Liderança em saúde pública, para OMS e ministérios nacionais                                                                     |        |
| 2018 | Achievement in Social Development                  | Dr Sharifa Al-Yahyai                                   | Defensora dos direitos das mulheres                                                                                              |        |
| 2018 | Achievement in Sport                               | Sarah Essam                                            | Futebolista da Premier league |        |
| 2018 | Achievement in Media                               | Baria Alamuddin                                        | Jornalista política |        |
| 2018 | Achievement in Literature                          | Intisar Al-Aqeel                                       | |        |
| 2018 | Lifetime Achievement Award                         | Souad Abdullah                                         | Atriz |        |
| 2017 | Achievement in Philanthropy                        | Lamia Bint Majid al-Saud                               | Liderança de organizações filantrópicas relacionadas ao combate à pobreza, socorro a desastres e promoção de mulheres e crianças | [ 7 ]  |
| 2017 | Achievement in Community Development               | Intisar Al-Sabah                                       | Fundadora da organização de construção comunitária Alnowair                                                                      |        |
| 2017 | Achievement in Social Leadership                   | Dr Hania Mursi Fadl                                    | Fundadora de um centro regional de câncer de mama                                                                                |        |
| 2017 | Achievement in Music                               | Nawal El-Kuwaitia                                      | Intérprete de música tradicional popular                                                                                         |        |
| 2017 | Achievement in Culture                             | Dr Maha El-Khalil Chalabi                              | Empreendedora Social |        |
| 2017 | Achievement in Promoting Women’s Advancement       | Yasmine Sabri                                          | Ativista, atriz, atleta | [ 8 ]  |
| 2017 | Achievement in Motivation and Wellbeing            | Hala Kazim                                             | Autoar e palestrante motivacional                                                                                                |        |
| 2017 | Achievement in Trade Development                   | Hind Bint Salman Al-Khalifa                            | Desenvolvimento de negócios |        |
| 2017 | Achievement in Education                           | Dr Karma Nabulsi                                       | Autora e acadêmica |        |
| 2017 | Achievement in Journalism                          | Raghida Dergham                                        | Jornalista política | [ 9 ]  |
| 2017 | Achievement in Public Awareness                    | Hind Al-Eryani                                         | Ativista anti-guerra, direitos das mulheres e de saúde pública                                                                   | [ 10 ] |
| 2016 | Achievement in Social Leadership                   | Ameera al-Taweel                                       | |        |
| 2016 | Lifetime Achievement Award                         | Souad al-Sabah                                         | |        |
| 2016 | Achievement in Business                            | Salwa Idrissi Akhannouch                               | |        |
| 2016 | Community Awareness                                | Sawsan al-Sha'er                                       | |        |
| 2016 | Young Education Activist                           | Muzoon Almellehan                                      | |        |
| 2016 | Achievement in International Law                   | Taghreed Hikmat                                        | |        |
| 2016 | Achievement in Science                             | Dr. Ismahane Elouafi                                   | |        |
| 2016 | Achievement in Sport                               | Hassiba Boulmerka                                      | |        |
| 2016 | TV Presenter Award                                 | Eman Ayad                                              | |        |
| 2016 | Special Award                                      | Ameera Binkara                                         | |        |
| 2016 | Achievement in Art                                 | Jannat Ajumily                                         | |        |
| 2015 | Achievement in Culture and Education               | Mai al-Khalifa                                         | |        |
| 2015 | Achievement in Music                               | Majida El Roumi                                        | |        |
| 2015 | Achievement in Social Leadership                   | Ahlam Mosteghanemi                                     | |        |
| 2015 | Achievement in Cinema                              | Yousra                                                 | |        |
| 2015 | Achievement in Business                            | Aisha Hussein Alfardan                                 | |        |
| 2015 | Achievement in Community Service                   | Nouf bint Faisal al-Saud                               | |        |
| 2015 | Achievement in Science                             | Hissah Saad al-Sabah                                   | |        |
| 2015 | Achievement in Sports                              | Habiba Ghribi                                          | |        |
| 2015 | Achievement in Science                             | Merieme Chadid                                         | |        |
| 2015 | Young TV Presenter Award                           | Ola Al-Fares                                           | |        |